# Klimeschia thymetella
Klimeschia thymetella é uma espécie de insetos lepidópteros, mais especificamente de traças, pertencente à família Douglasiidae.
A autoridade científica da espécie é Staudinger, tendo sido descrita no ano de 1859. Trata-se de uma espécie presente no território português.